# Bjørgvin-Klasse
Die Bjørgvin-Klasse war eine Klasse von zwei Küstenpanzerschiffen, der Bjørgvin und der Nidaros, die die norwegische Marine 1913 in Großbritannien bei Armstrong-Whitworth bestellt hatte, um ihre alten Küstenpanzerschiffe zu verstärken. Die Fertigstellung der Schiffe verzögerte sich durch den Kriegsausbruch. Der Beschlagnahme durch die Briten im Herbst 1914 widersprachen die Norweger und willigten erst Ende 1914 in die Übertragung der Schiffe an die Royal Navy ein, als sie alle bis dahin gezahlten Kosten zurückgezahlt bekamen.

## Bau und Übernahme
1911 bat Norwegen Armstrong-Whitworth um Pläne für ein drittes Paar Küstenpanzerschiffe. Die Werft hatte auch die beiden ersten Paare der Harald Haarfagre-Klasse 1897/98 und der Norge-Klasse 1901 geliefert. Armstrongs Chefkonstrukteur Eustace Tennyson d’Eyncourt fertigte vier Entwürfe für die norwegische Marine, von denen allerdings zwei als zu groß ausschieden, da sie nicht in die vorhandenen Docks im norwegischen Marinehafen Horten passten. Nachdem das norwegische Parlament 1912 der Beschaffung zweier weiterer Küstenpanzerschiffen zustimmte, wurden zwei Schiffe des Entwurfs 715 bestellt, deren Bau am 26. Mai 1913 und am 11. Juni unter den Baunummern 861 und 862 auf der Armstrong-Werft in Elswick begann.
Nach der endgültigen Planung sollten die neuen Küstenpanzerschiffe 4900 ts verdrängen, ihre Länge sollte 290 ft, die Breite 55 ft und der Tiefgang 16,5 ft (88,4 × 16,7 × 5,0 m) betragen. Der Seitenpanzer der Schiffe sollte eine Stärke von drei bis zu sieben Zoll erhalten. Für die Bewaffnung der Schiffe waren zwei Einzeltürme vorn und achtern mit einem 24-cm-L/50-Geschütz vorgesehen. Dazu kamen vier einzelne Türme für 15-cm-L/50-Geschütze, von denen zwei hinter und über den Hauptgeschützen aufgestellt wurden; die beiden anderen standen auf gleicher Höhe an den Schiffsseiten. Dazu sollten die neuen Küstenpanzerschiffe noch sechs 10-cm-L/45-Geschütze seitlich in einer Art Kasematten erhalten. Zwei seitliche 18-Zoll-Unterwasser-Torpedorohre vervollständigten die geplante Bewaffnung. Die von Hawthorn Leslie zu fertigenden Dreifach-Expansions-Maschinen sollten mindestens 4.000 PS entwickeln und den Schiffen eine Geschwindigkeit von 15 kn ermöglichen. Der ursprüngliche Entwurf hätte etwas schmaler ausfallen und mit einer etwas höheren Maschinenleistung 16,5 kn erreichen sollen. Am 9. Juni 1914 lief die Bjørgvin als erstes Schiff der Klasse vom Stapel, am 8. August folgte dann die Nidaros.
Die beiden Schiffe befanden sich bei Ausbruch des Ersten Weltkriegs noch in der Ausrüstung. Auf Befehl Winston Churchills wurden sie beschlagnahmt bzw. dann nahezu zwangsverkauft. Norwegen erhielt den bereits angezahlten Kaufpreis zurück. Am 9. Januar 1915 wurde der Weiterbau der Schiffe für die Royal Navy befohlen und die Neubauten im April in Glatton (ex Bjørgvin) und Gorgon (ex Nidaros) umbenannt. Damit wurde auch die Klasse in Glatton-Klasse umbenannt.
Nachdem John Fisher als Erster Seelord zurücktrat und dann auch Winston Churchill als Erster Lord der Admiralität (Marineminister) am 18. Mai 1915 zurücktreten musste, erlosch das Interesse an den beiden Neubauten. Marine und Werften konzentrierten sich auf die Fertigstellung der Neubauten der Monitore des Kriegs-Bauprogramms (Abercrombie-, Lord-Clive- und Marshal-Ney-Klasse sowie die kleinen Monitore der M15- und M29-Klasse) und Fishers „large light cruisers“ der Courageous-Klasse, von denen Courageous und Furious auch bei Armstrong Whitworth allerdings auf dem High Walker Yard am Tyne entstanden.

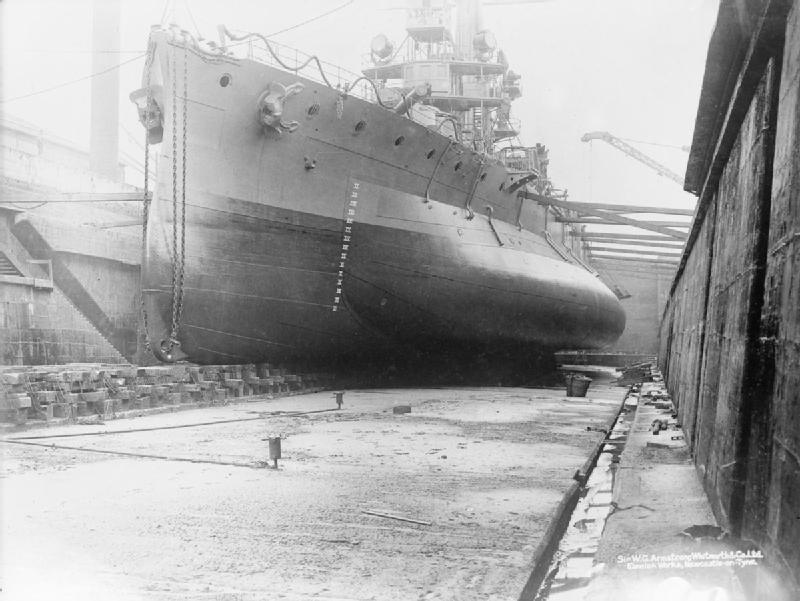
Die Glatton im Trockendock

Erst im September 1917 wurden die beiden Monitore wieder weitergebaut: allerdings mit etlichen Planänderungen. Sie waren zur Beschießung des vom deutschen Heer besetzten Belgien vorgesehen und kamen dann 1918 in Dienst. Dazu wurden alle Geschütze den britischen Geschützen angeglichen, um weitgehend Standard-Munition nutzen zu können. Die beiden Türme mit den Hauptwaffen sollten jetzt mit einer Überhöhung von bis zu 40° schießen können; damit war eine Reichweite bis 39.000 Yards möglich. Zur Flugzeugabwehr standen jetzt zwei 76-mm-Geschütze und bis zu vier 2-pdr-40-mm-L/39-Flak zur Verfügung. Die Torpedorohre wurden wieder entfernt. An den Seiten wurden große Torpedoabwehr-Wulste eingebaut, was die Schiffsbreite auf 22,4 m erhöhte.

## Einsatzgeschichte
Nach langen Verzögerungen und Unterbrechungen beim Um- und Weiterbau war zuerst die Gorgon schließlich im Juni 1918 einsatzbereit, die Glatton folgte erst im September 1918.

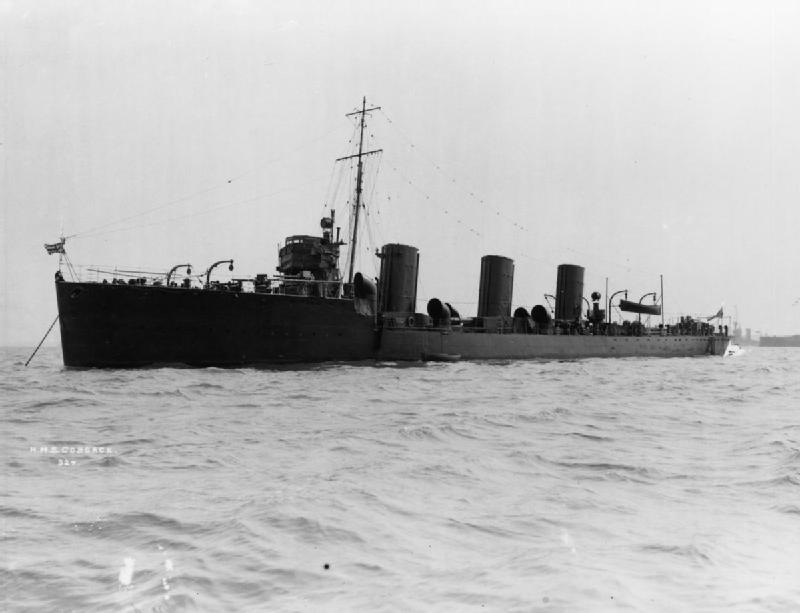
Die Cossack

Am 11. September erreichte Glatton Dover, um sich an der geplanten alliierten Offensive zu beteiligen. Am Abend des 16. September kam es zu einer Explosion im 15-cm-Magazin unter dem Steuerbord-Turm, die ein Feuer an Bord auslöste, das sich nach achtern ausbreitete. Der Versuch, die Seeventile zu öffnen, gelang nur noch im vorderen Bereich. Da in nur 150 m Entfernung das beladene Munitionschiff Gransha lag, wollte man eine weitere Explosion auf der Glatton nicht riskieren, die möglicherweise auch die Gransha erfassen würde. Dann waren erhebliche Schäden nicht nur im Hafen, sondern auch in der Stadt Dover zu erwarten.
Der Kommandeur der Dover Patrol und Oberbefehlshaber vor Ort, Vizeadmiral Roger Keyes, befahl die Versenkung des brennenden und evakuierten Monitors. Zuerst schoss der Zerstörer Cossack zwei 18-in-(450-mm)-Torpedos auf das brennende Schiff. Der erste traf zwar das Ziel, explodierte aber bei nicht entfernter Sicherung wegen der zu kurzen Laufstrecke nicht. Der zweite traf zwar, explodierte aber im Torpedoabwehr-Wulst, in dem sich jetzt ein großes Loch befand. Die von Keyes herbeikommandierte modernere Myngs schoss dann einen ihrer 21-in-(533-mm)-Torpedos durch das entstandene Loch in den Rumpf der Glatton. Die Explosion des Torpedos brachte die Glatton zum Kentern. Mast und Aufbauten lagen auf dem Boden des Hafenbeckens und das Feuer an Bord erlosch.
Nach dem Unfall wurden 60 Tote in der Markthalle von Dover aufgebahrt und untersucht. Von den evakuierten Seeleuten des Monitors waren über 124 schwerverletzt, von denen noch etliche starben. 1925/26 wurde das Wrack, nach Abtrennung von Mast und anderen Teilen, mit Druckluft angehoben und im Hafen an eine andere Stelle bewegt. Dort wurde es von noch an Bord befindlicher Munition befreit und weitere 58 Leichen aus dem zerstörten Schiff geborgen, die auf dem Friedhof von Gillingham beigesetzt wurden. Die Reste der Glatton wurden dann bei Umbauten im Hafen überbaut.

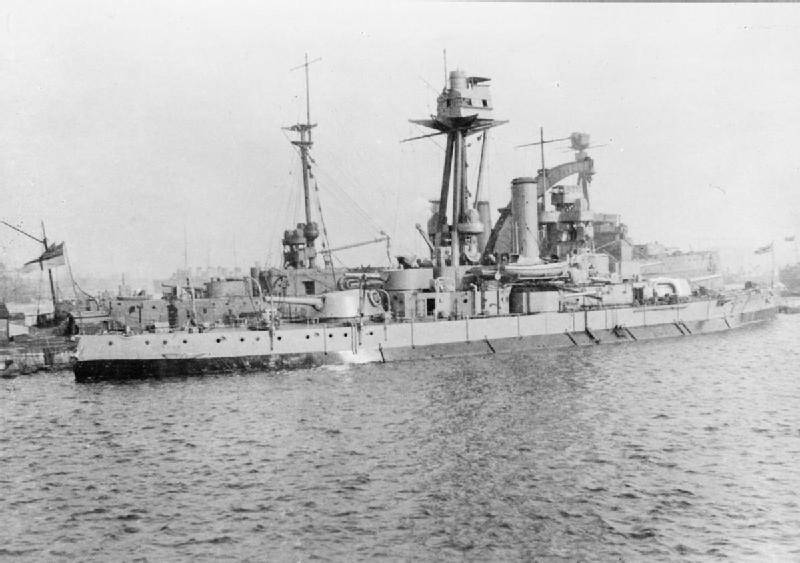
Die Gorgon

Das Schwesterschiff Gorgon beschoss zwischen Juli und dem 15. Oktober 1918 mehrfach deutsche Küstenbatterien in Belgien, versah ansonsten Wachdienst im Ärmelkanal. Danach diente das Schiff bis in das Jahr 1919 zur Untersuchung der möglichen Ursachen der Explosion des Schwesterschiffs. Dann versuchte die Navy das Schiff zu verkaufen, insbesondere auch nach Norwegen. Ein dortiges Interesse setzte sich nicht durch, da das Schiff mit den Wulsten nicht mehr das vorhandene Dock in Horten nutzen konnte. Es gab mehrere südamerikanische Interessenten (Peru, Argentinien) sowie Rumänien, das die Gorgon und sechs Zerstörer der M-Klasse kaufen wollte; aber ein Verkauf kam nicht zu Stande. 1921 wurde die Bewaffnung ausgebaut und das Schiff verschiedenen Belastungstestes unterworfen. 1928 wurde der Monitor endgültig zum Abbruch verkauft, der dann ab dem 28. August 1928 bei Wards in Pembroke Dock erfolgte.